# Белобров, Андрей Павлович
Андре́й Па́влович Белобро́в (1894—1981) — советский военно-морской деятель, инженерный работник и преподаватель, гидрограф-геодезист, доктор географических наук (1945), профессор, инженер-капитан 1-го ранга (1940).

## Биография
Сын Павла Петровича Белоброва, полковника корпуса флотских штурманов.
Учился в одной из гимназий Ревеля. Окончил Морской кадетский корпус с премией адмирала Нахимова в 1914 году и был произведён в гардемарины. В 1917 году окончил Штурманский офицерский класс. В 1914—1917 служил на кораблях Балтийского флота (линейном корабле «Цесаревич», бронепалубном крейсере «Олег» и эскадренном миноносце «Гайдамак»), мичман, участник Первой мировой войны, участвовал в Ледовом переходе кораблей Балтийского флота из Гельсингфорса в Кронштадт. С августа 1918 командовал эсминцем «Амурец» в боях против белофиннов. С 1919 по 1929 служил флагманским штурманом действующего отряда судов Балтийского моря. 22 августа 1921 арестован органами ВЧК в Петрограде, позднее отправлен в Москву и заключён в Бутырскую тюрьму, затем этапирован и дальнейшее заключение отбывал во Владимирском централе. В ноябре 1921 по просьбе юридического отдела Московского Политического Красного Креста заполнил «Опросный лист заключенного», где в графе «Особые замечания» написал:
22 августа с<его> г<ода> с места службы был вызван в присутственное место в Фильтрационную Комиссию Балтфлота в помещение 2-го Балт<ийского> фл<отского> эк<ипажа>. Одновременно со мной прибыли туда же около 200 человек. С 7-ми веч<ера> сотрудники ВЧК начали обыск, после которого ввели вооруженный караул и, не объявляя причины, мы оказались арестованными. 23 августа нам возвратили отобранные при обыске деньги. 24 августа в 3 ч<аса> ночи нас в числе 300 чел<овек> (с привезенными из Кронш<тадта>) повели, к<а>к оказалось, на Николаевский вокзал, особым эшелоном нас отправили в Москву. 26 августа в Москве нас распределили по группам, 27 августа группа в числе 17 чел<овек> прибыла во Владимир на <нрзб.> и была посажена в Губ<ернский> исправ<ительный> дом. 28 октября по вызову ВЧК меня отправили в Москву, куда я был доставлен в 8½ ч<асов> утра 29 октября и просидел без дела по настоящее время.
Таким образом, не знаю обвинения и без допроса в течение 2½ месяцев, при этом вдали от родных, следовательно, без передач. Подпись Андрей Белобров.
В декабре 1921 был освобождён из заключения, причём справка ВЧК об этом датирована 7 февраля 1922.
В 1924 с отличием окончил Военно-морскую академию с занесением фамилии на мраморную доску. Работал старшим картографом в Главном гидрографическом управлении в чине капитана 1-го ранга. Участвовал в гидрографических экспедициях в Северный Ледовитый океан (1924) и на Чёрное море (1928—1932). В 1928 защитил диссертацию в Главной астрономической обсерватории в Пулково, работал начальником Отдельного гидрографического отряда Чёрного моря, руководил гидрографическими работами черноморского побережья. С 1932 перешёл на административную и преподавательскую работу в военных училищах, преподавал геодезию, мореходную астрономию, гидрографию на курсах Главсевморпути, в Гидрографическом институте, в Военно-морской академии, Ленинградском государственном университете, Ленинградском гидрометеорологическом институте, на специальных курсах офицерского состава военно-морского флота. 3 марта 1938 года присвоено звание инженер-флагмана 3-го ранга. В 1939—1941 заместитель начальника Военно-морского гидрографического училища им. Г. К. Орджоникидзе, в 1941—1948 заместитель начальника ВВМУ им. М. В. Фрунзе, а в 1948—1950 начальник кафедры в 1-м Балтийском высшем военно-морском училище.
В 1945 защитил докторскую диссертацию. С 1950 вышел в запас, занимался преподавательской и научной деятельностью. В 1950—1954 начальник кафедры судовождения в Ленинградском высшем мореходном училище. В 1954—1973 заведовал кафедрой гидрографии Ленинградского высшего инженерного морского училища имени адмирала Макарова. В 1974—1981 профессор-консультант. Умер в Ленинграде и похоронен на Сестрорецком кладбище рядом со старшими братьями Дмитрием и Алексеем.

## Звания
- мичман;
- лейтенант[7];
- капитан 1-го ранга;
- инженер-флагман 3-го ранга[8];
- инженер-капитан 1-го ранга.

## Награды
Награждён орденом Святой Анны 4-й степени, орденом Святого Станислава 3-й степени, орденом Ленина, 2 орденами Красного Знамени, орденом Отечественной войны 1-й степени, орденом «Знак Почёта».

## Семья
Старшие братья: Дмитрий Павлович Белобров (1885—1964) — капитан 1-го ранга, начальник кафедры навигации ВВМУ им. Фрунзе (1943—1948); Алексей Павлович Белобров (1889—1962) — капитан 2-го ранга, сотрудник ГПБ им. Салтыкова-Щедрина.
Дочери: Ирина Андреевна Зуйкова (1919—2006); Вера Андреевна Белоброва (1921—1988); Ольга Андреевна Белоброва (1925—2018) — кандидат филологических наук, старший научный сотрудник Отдела древнерусской литературы Пушкинского Дома, лауреат премии имени Д. С. Лихачёва (2006).

## Память
- Пролив Белоброва в Карском море между островами Шмидта и Комсомолец[10]. Назван в 1984 году по Постановлению Совета Министров РСФСР № 180[11].
- Гора Белоброва (подводная гора) в Атлантическом океане.

## Публикации
- «Инструкции по промеру» (1937);
- «Гидрографические работы» (1948, 1951);
- «Мореходная астрономия» (1953, 1954);
- «Фазовые радионавигационные системы в гидрографии и океанологии» (1961);
- «Гидрография моря» (1964).
- «Воспоминания военного моряка» (2008).